# Christina Santiago
Christina Santiago, född 15 oktober 1981 i Chicago, Illinois, USA, är en amerikansk fotomodell och skådespelare.
Christina Santiago utsågs till Playboys Playmate of the Month i augusti 2002 och Playmate of the Year 2003.